# Iarebița, Silistra
Iarebița (în bulgară Яребица, în română Ciler) este un sat în comuna Dulovo, regiunea Silistra, Dobrogea de Sud, Bulgaria. Între anii 1913-1940 a făcut parte din plasa Accadânlar a județului Durostor, România.     

## Demografie
Componența etnică a satului Iarebița
     Turci (99,3%)
     Nicio identificare (0,69%)
     Altele (0%)
La recensământul din 2011, populația satului Iarebița era de 1.439 locuitori. Din punct de vedere etnic, majoritatea locuitorilor (99,3%) erau turci. Pentru 0,69% din locuitori nu este cunoscută apartenența etnică.

### Recensământul românesc din 1930
Componența etnică a comunei Ciler (județul Durostor)
     Români (3,83%)
     Bulgari (1,14%)
     Turci (91,84%)
     Romi (2,77%)
     Altă etnie (0,42%)
Componența confesională a comunei Ciler
     Ortodocși (4,73%)
     Musulmani (94,61%)
     Altă religie (0,66%)
Conform recensământului efectuat în 1930, populația comunei Ciler se ridica la 1.226 locuitori. Majoritatea locuitorilor erau turci (91,84%), cu o minoritate de români (3,83%), una de bulgari (1,14%) și una de romi (2,77%). Alte persoane s-au declarat: maghiari (1  persoană) și armeni (4 persoane). Din punct de vedere confesional, majoritatea locuitorilor erau musulmani (94,61%), dar existau și ortodocși (4,73%). Alte persoane au declarat:  armeano-gregorieni (4 persoane), greco-catolici (3 persoane) și reformați (1 persoană).